# Bisdom Orlando
Het bisdom Orlando (Latijn: Dioecesis Orlandensis) is een rooms-katholiek bisdom met als zetel Orlando, in de Amerikaanse staat Florida. Het bisdom is suffragaan aan het aartsbisdom Miami. 

## Geschiedenis
Het bisdom werd opgericht op 2 maart 1968, uit delen van het bisdom Saint Augustine en het nieuw verheven aartsbisdom Miami. Op 16 juni 1984 verloor het gebied bij de oprichting van de bisdommen Palm Beach en Venice. 

## Parochies
Het bisdom had in 2021 een oppervlakte van 29.147 km2 en telde 4.980.149 inwoners waarvan 7,7% rooms-katholiek was.

## Bisschoppen
- William Donald Borders (2 mei 1968 - 25 maart 1974)
- Thomas Joseph Grady (11 november 1974 - 12 december 1989)
- Norbert Mary Leonard James Dorsey (20 maart 1990 - 13 november 2004)
- Thomas Gerard Wenski (13 november 2004 - 20 april 2010; coadjutor sinds 1 juli 2003)
- John Gerard Noonan (23 oktober 2010 - heden)

## Galerij van afbeeldingen

Wapen van het bisdom
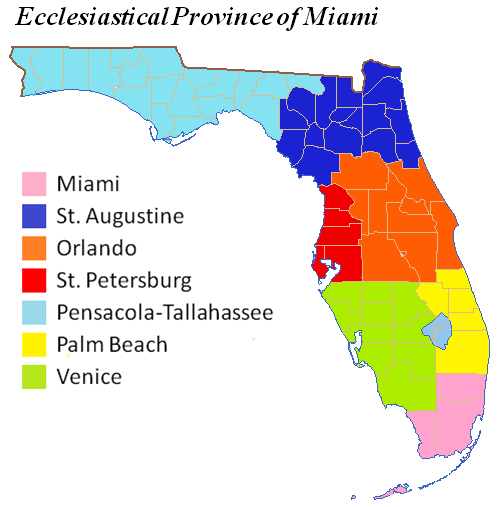
Kerkprovincie met aartsbisdom en suffragane bisdommen
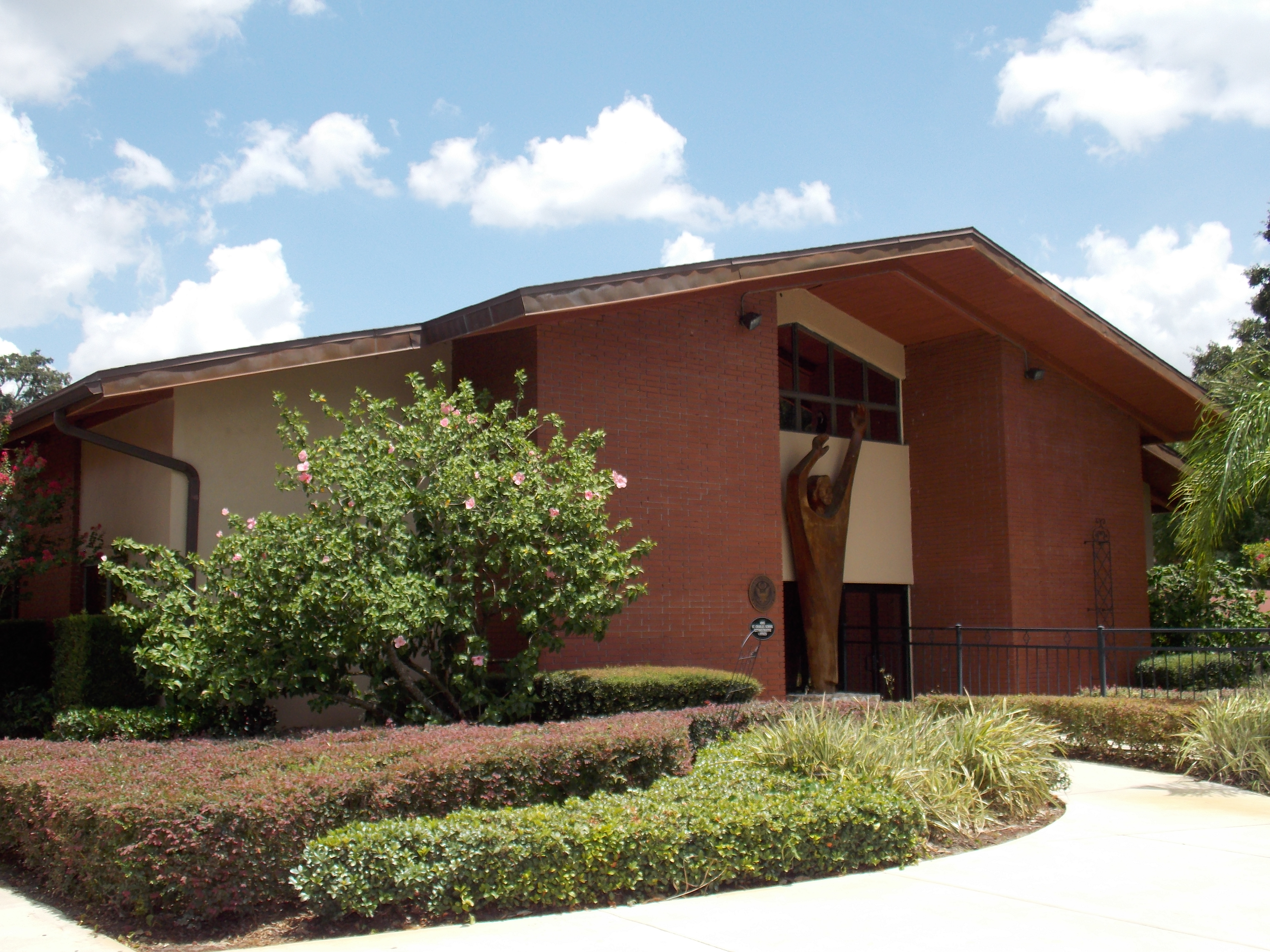
Saint Charles Borromeo Church, voormalige kathedraal
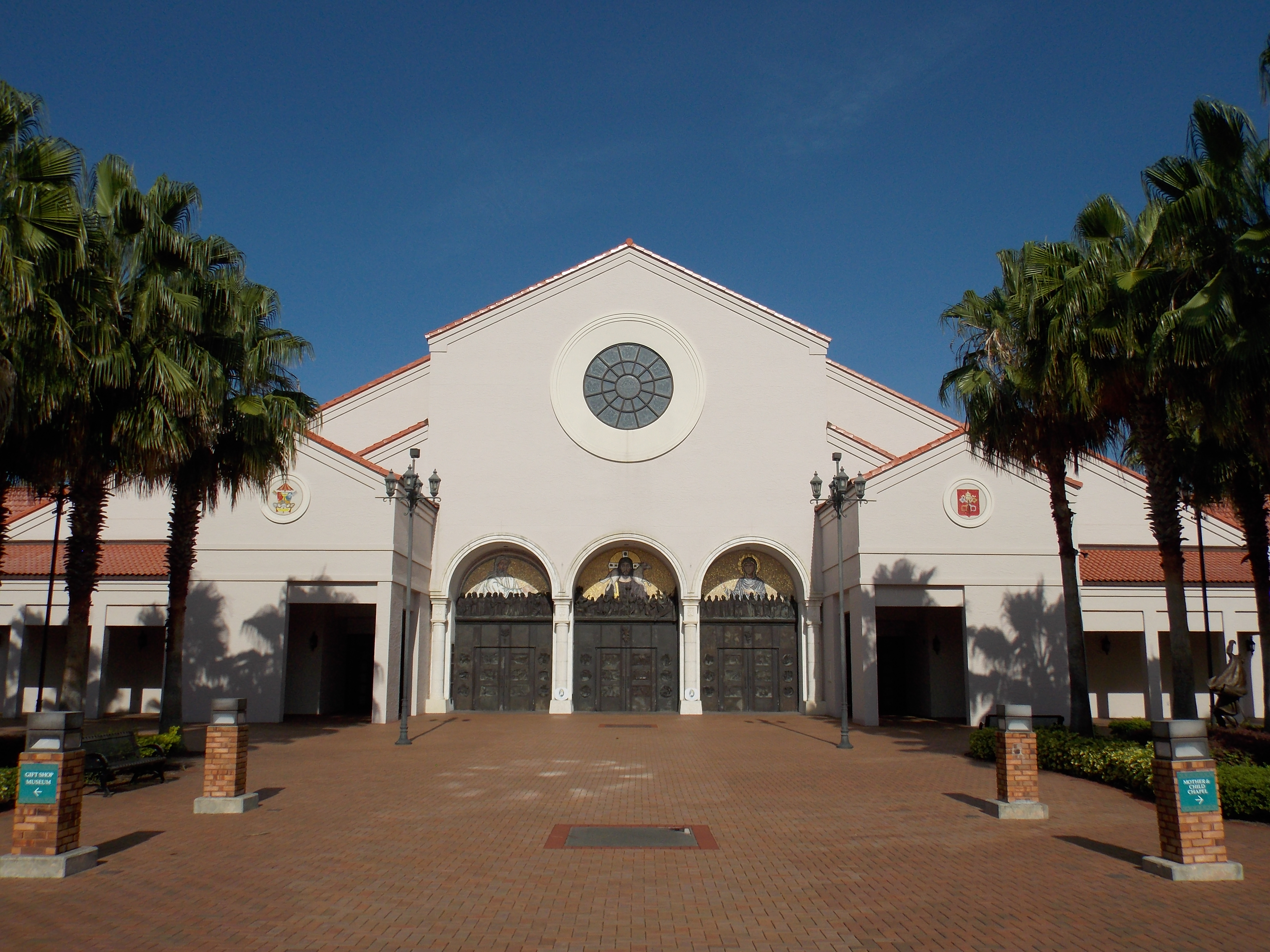
Basilica of Mary Queen of the Universe in Orlando
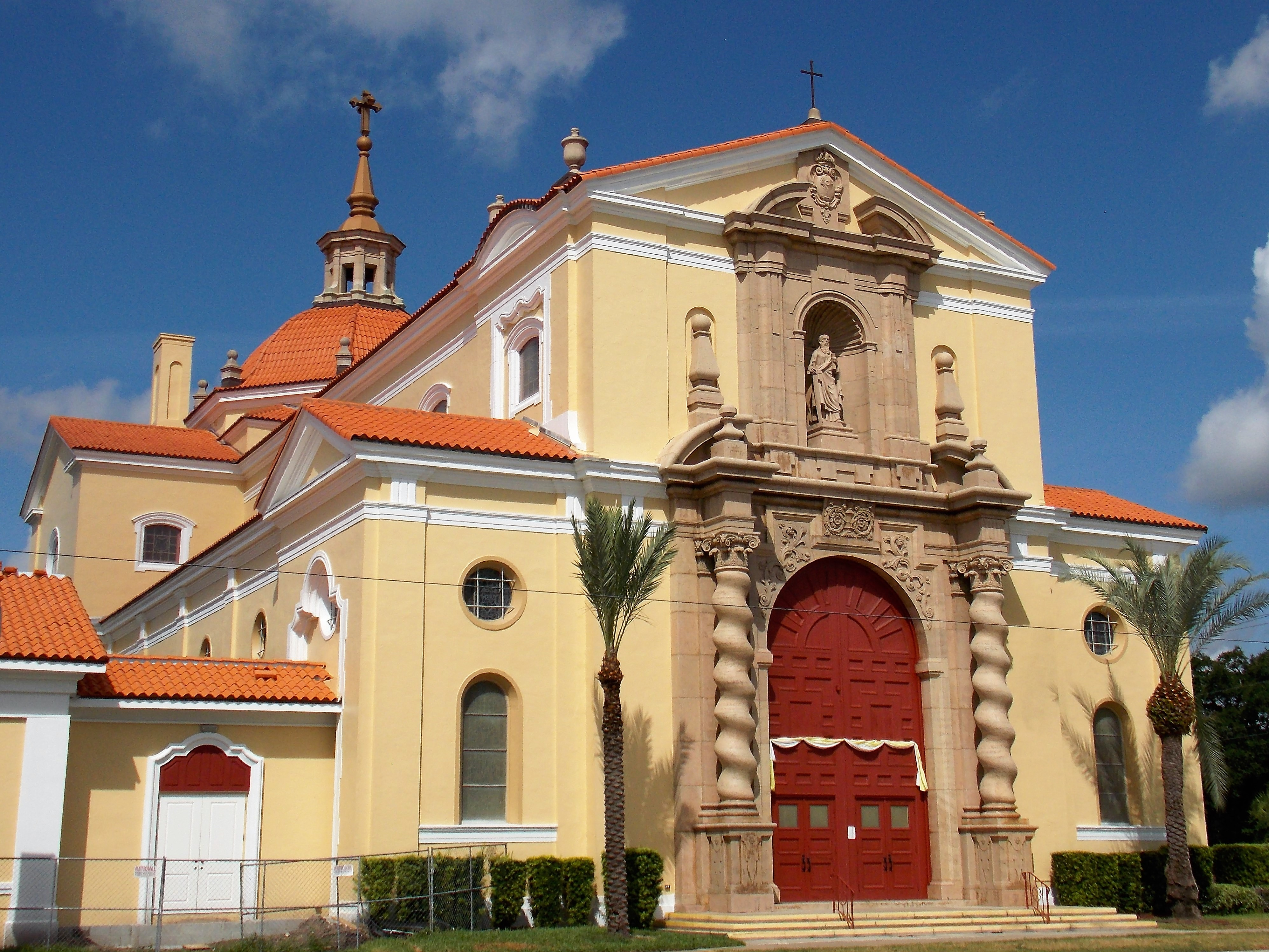
Basilica of Saint Paul in Daytona Beach
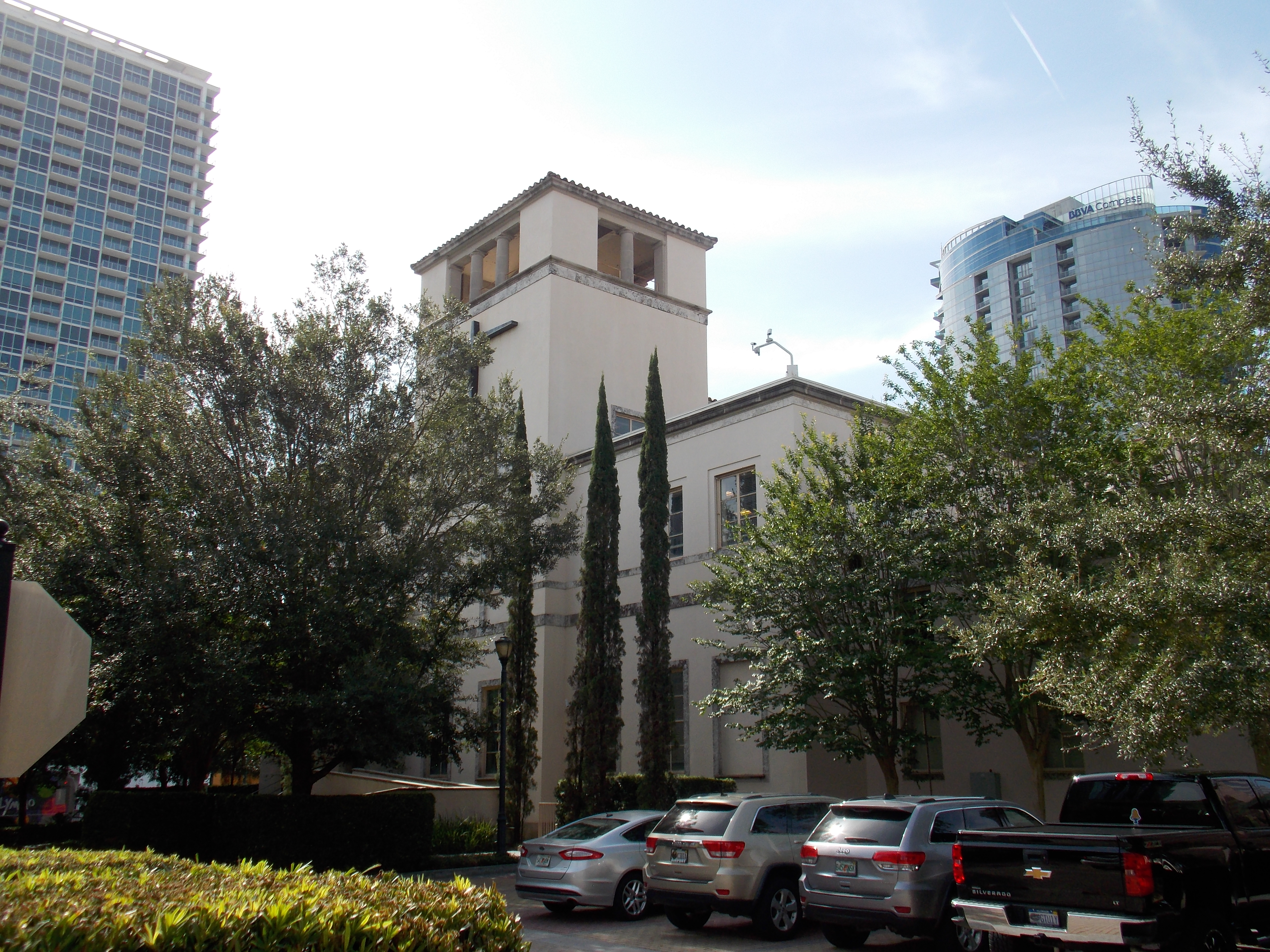
Pastoraal centrum
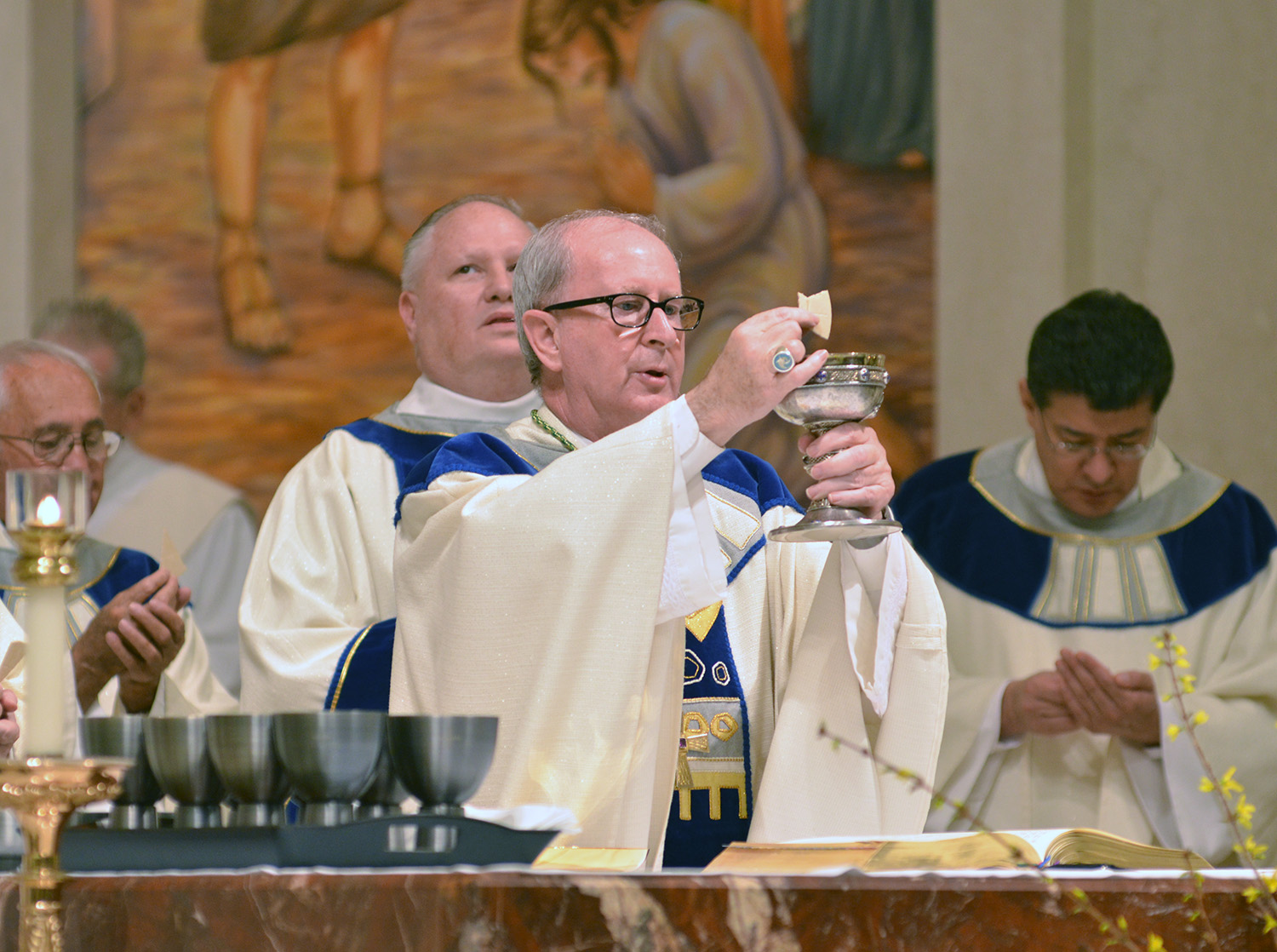
Bisschop John Gerard Noonan (2010-heden)

Miami (aartsbisdom) · Orlando · Palm Beach · Pensacola-Tallahassee · Saint Augustine · Saint Petersburg · Venice